# Busksnäcka
Busksnäcka (Fruticicola fruticum) är en snäckart som först beskrevs av Otto Friedrich Müller 1774.  Busksnäcka ingår i släktet Fruticicola, och familjen busksnäckor. IUCN kategoriserar arten globalt som livskraftig. Arten är reproducerande i Sverige.

## Bildgalleri

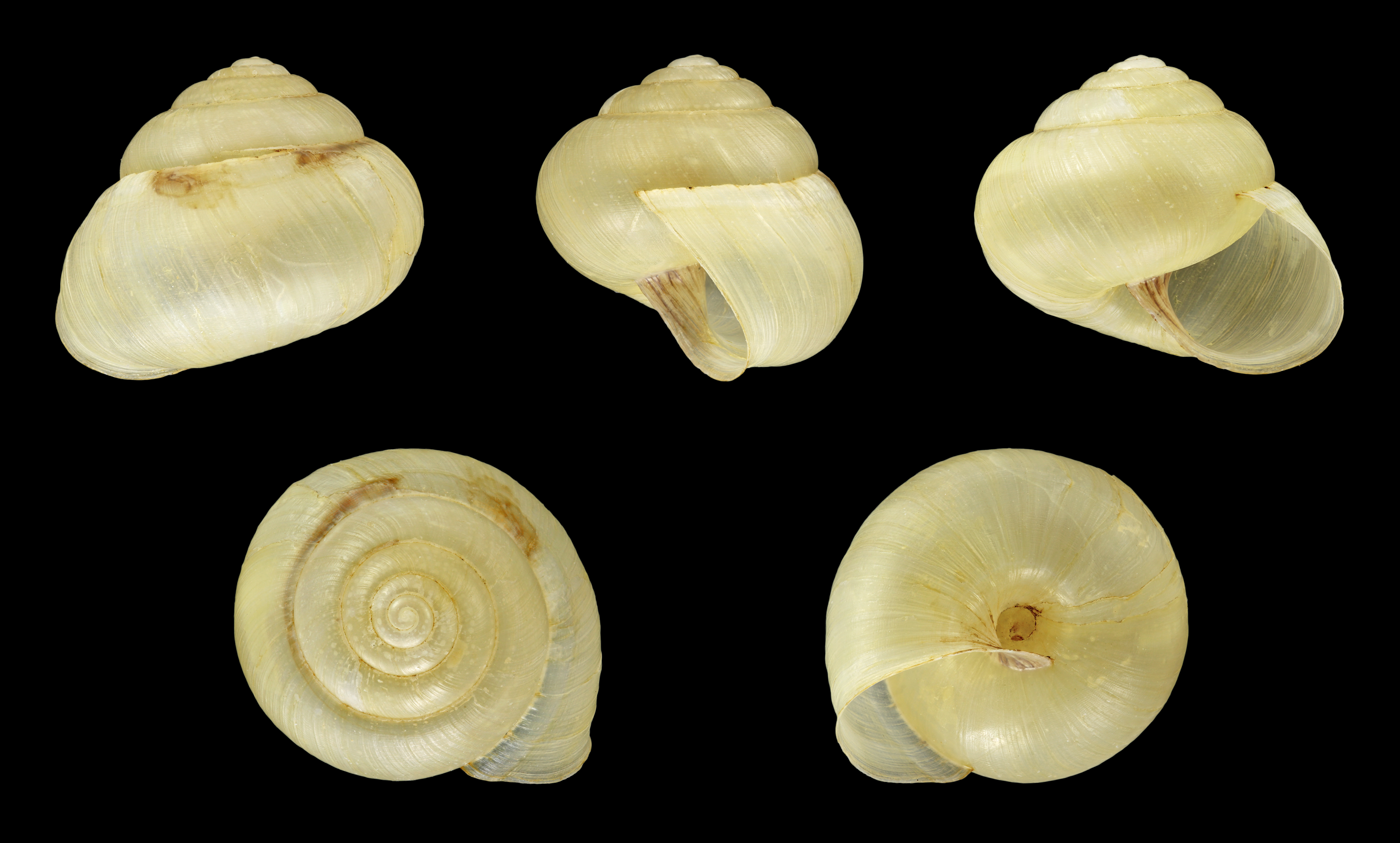
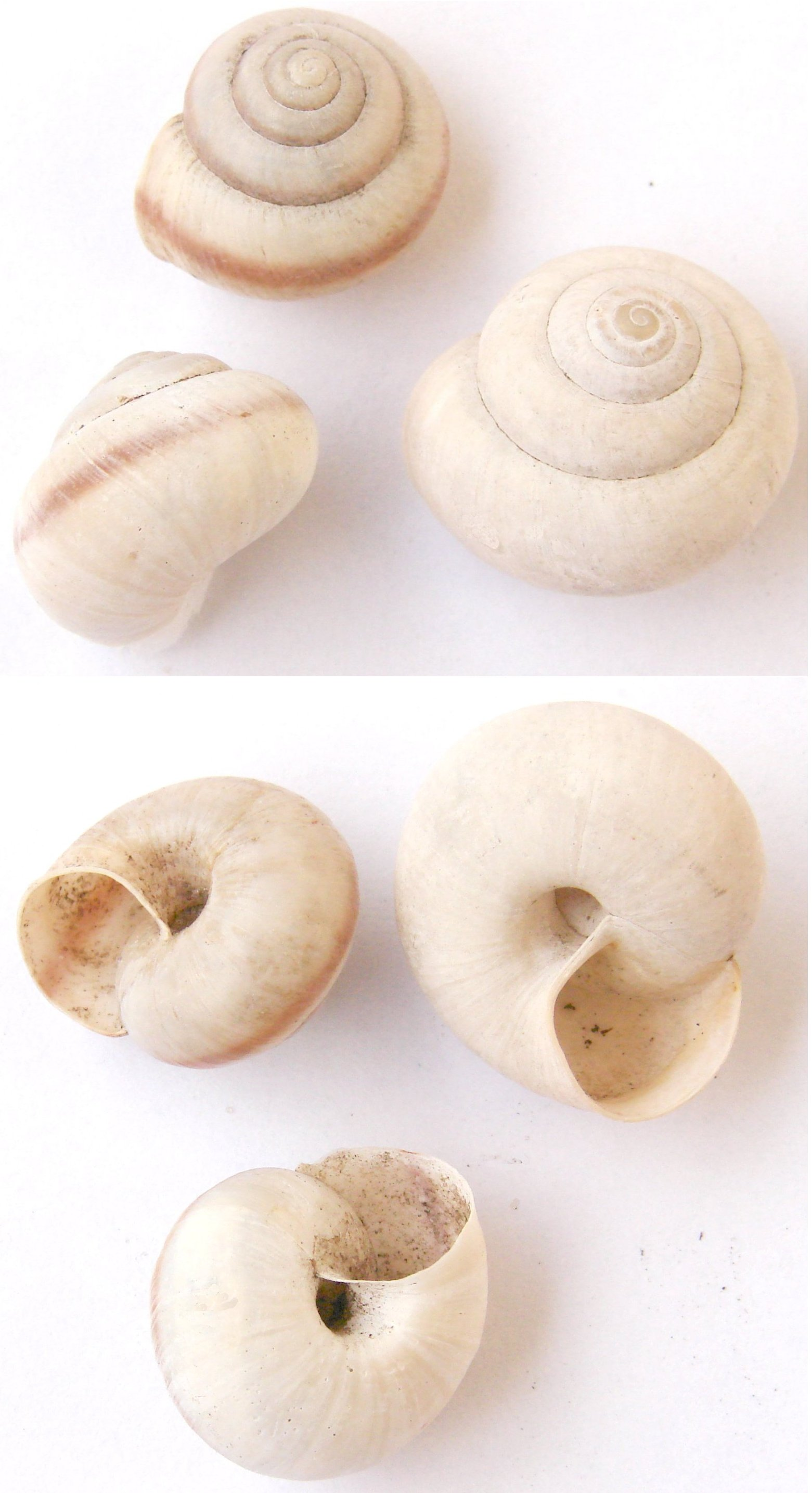
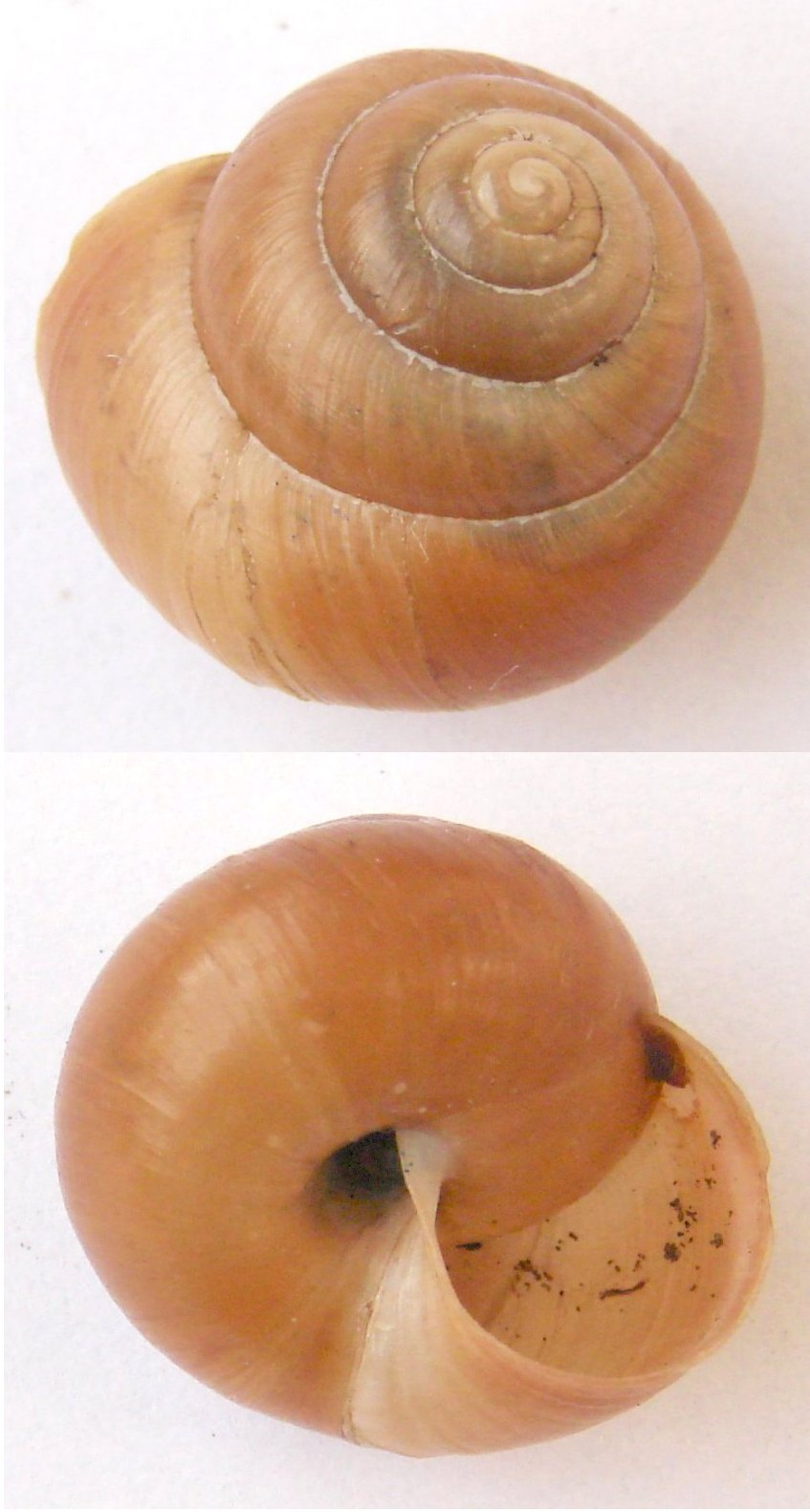
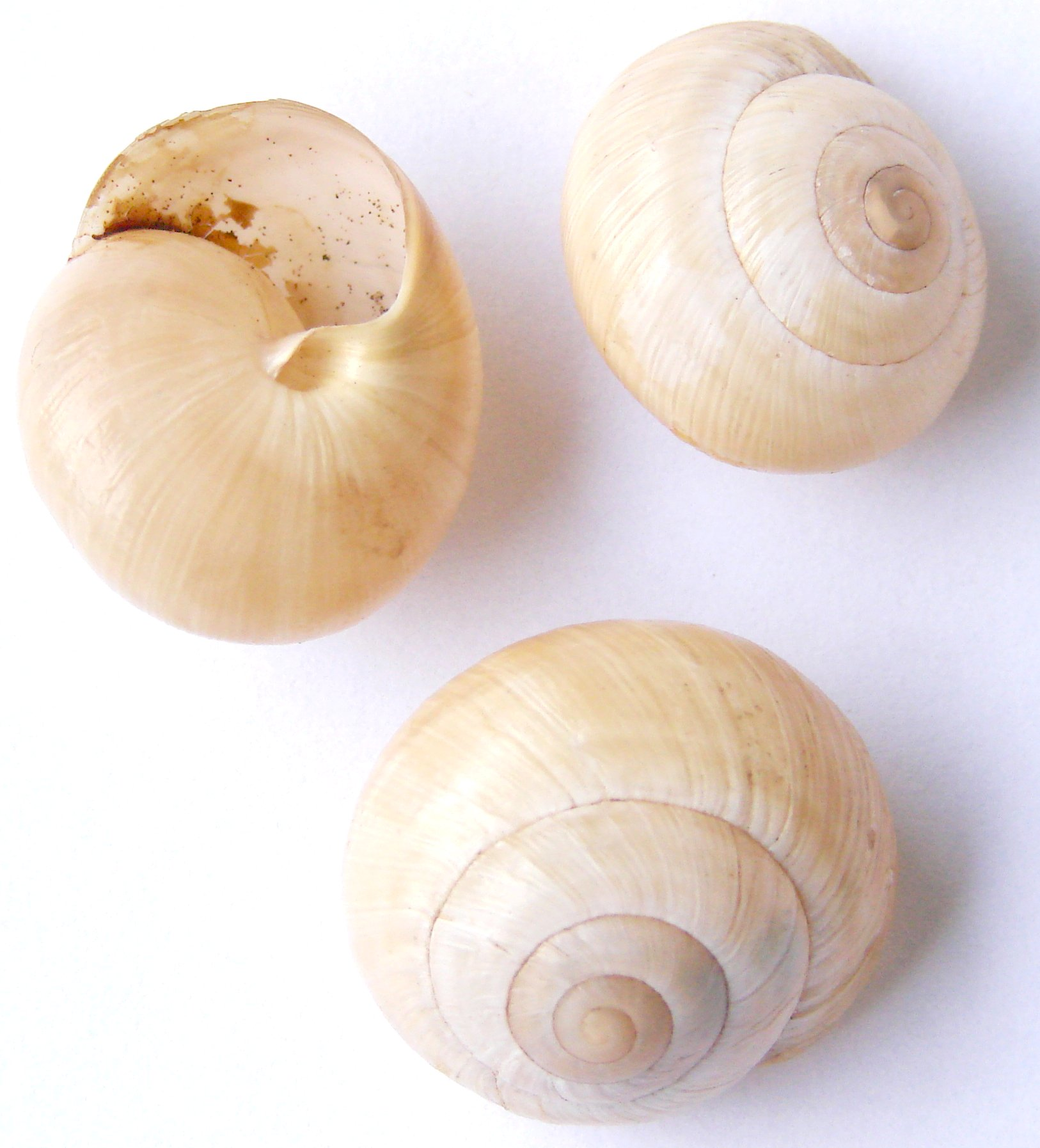
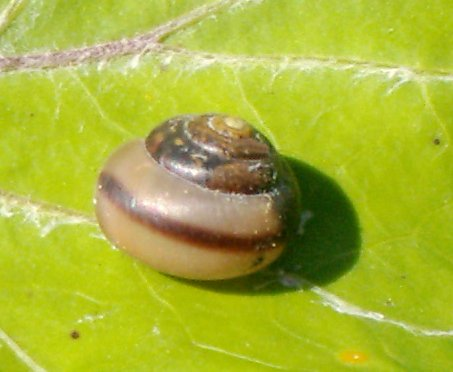
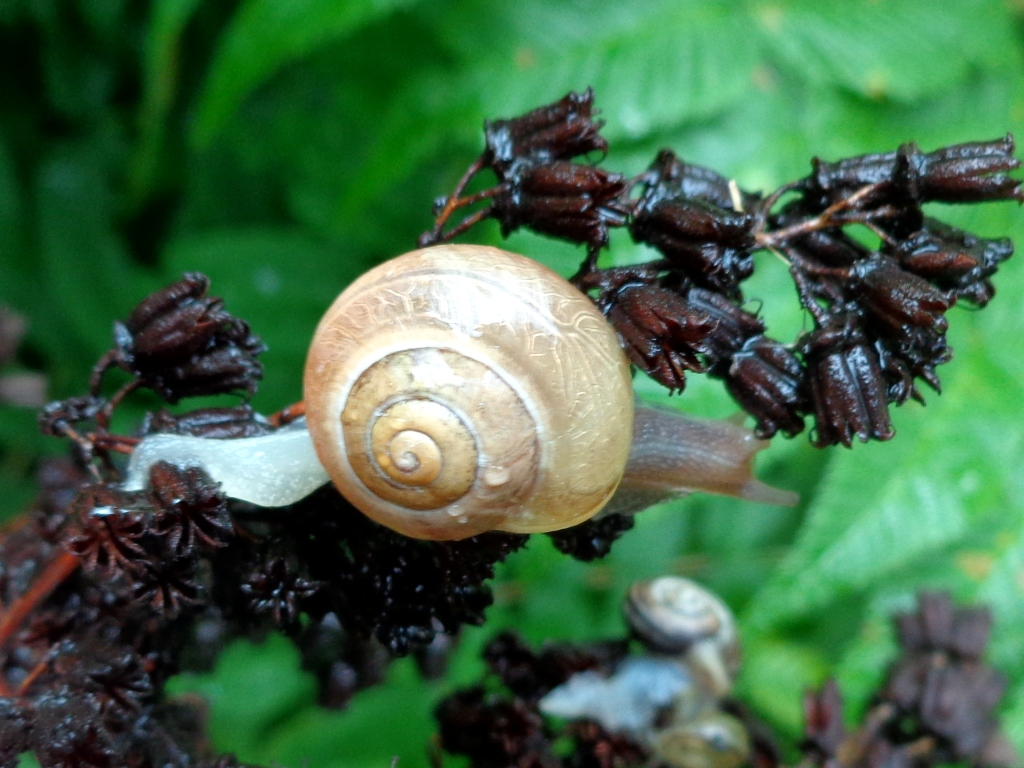